# Горшков, Александр Викторович
Алекса́ндр Ви́кторович Горшко́в (укр. Олександр Вікторович Горшков; род. 8 февраля 1970, Кировск, Ворошиловградская область) — советский, российский и украинский футболист и тренер, выступал на позиции полузащитника. Заслуженный мастер спорта России (2008).

## Биография
Занимался футболом с 14 лет. Тренировался в футбольной школе города Кировска, затем в футбольной школе города Стаханова, тренер Александр Николаевич Новиков.
Привлекался в состав сборной России и сборной Украины.
Выступал за петербургский «Зенит», в 253 играх забил 30 голов. В 2007 году, когда «Зенит» стал чемпионом России, Горшков установил рекорд, став самым возрастным чемпионом за историю проведения чемпионата — на момент окончания чемпионата ему было 37 лет и 277 дней, а также первым футболистом (вместе с Малафеевым), выигравшим в составе «Зенита» и кубок, и чемпионат.
1 мая 2008 года вышел в стартовом составе в полуфинальном матче кубка УЕФА против немецкого клуба «Бавария». 38-летний ветеран сыграл свой последний матч перед трибунами стадиона «Петровский», матч закончился со счётом 4:0. Последний матч в профессиональной карьере сыграл 6 августа 2008 в 1/16 финала кубка России 2008/2009 против «Сибири», выступавшей в первом дивизионе. «Зенит» потерпел поражение со счетом 0:1 и покинул турнир.
Последний гол — 14 марта 2007 в рамках Кубка России против раменского «Сатурна» (1:1).
12 апреля 2009 года Александр Горшков вместе с Владиславом Радимовым прошёл круг почёта по стадиону «Петровский» в перерыве матча чемпионата России с пермским «Амкаром».
6 марта 2009 года назначен тренером молодёжного состава «Зенита». 1 июня 2010 года назначен тренером команды «Зенита» игроков 1993 года рождения.
С 14 января по 1 февраля 2011 года — главный тренер калининградской «Балтики».
5 марта 2012 года назначен на пост главного тренера «Нижнего Новгорода».
В феврале 2013 стал помощником главного тренера «Амкара» Рустема Хузина.
16 июня 2014 года было объявлено о назначении Александра Горшкова на пост главного тренера раменского «Сатурна». 24 сентября того же года руководство клуба приняло решение отстранить его от занимаемой должности из-за неудовлетворительных результатов команды в чемпионате.
В марте 2017 года возглавил молодёжную команду (U-21) клуба «Алмаз-Антей» Санкт-Петербург. 14 июня 2017 года начал тренировать молодёжную команду «Зенита», а 28 июня 2018 года возглавил «Зенит-2». Однако в сезоне 2018/19 «Зенит-2» в девяти стартовых матчах сезона потерпел восемь поражений, набрав всего одно очко, — Горшков был уволен 4 сентября 2018 года.
21 января 2020 года приступил к обязанностям главного тренера латвийского «Даугавпилса». Срок действия контракта истёк 30 ноября.
Летом 2021 города возглавил омский «Иртыш», но покинул клуб в начале октября.
13 ноября 2021 года был назначен главным тренером любительского клуба «Ядро» Санкт-Петербург.

## Статистика выступлений

### Статистика
| Выступление      | Выступление      | Выступление      | Лига | Лига | Кубок | Кубок | Еврокубки | Еврокубки | Итого | Итого |
| Клуб             | Лига             | Сезон            | Игры | Голы | Игры  | Голы  | Игры      | Голы      | Игры  | Голы  |
| ---------------- | ---------------- | ---------------- | ---- | ---- | ----- | ----- | --------- | --------- | ----- | ----- |
| Нива             | Высшая лига      | 1992             | 16   | 1    | 1     | 0     | —         | —         | 17    | 1     |
| Нива             | Высшая лига      | 1993/94          | 18   | 1    | 3     | 0     | —         | —         | 21    | 1     |
| Нива             | Итого            | Итого            | 34   | 2    | 4     | 0     | 0         | 0         | 38    | 2     |
| Черноморец       | Высшая лига      | 1994/95          | 18   | 0    | 5     | 1     | 2         | 0         | 25    | 1     |
| Черноморец       | Высшая лига      | 1995/96          | 15   | 0    | 0     | 0     | 5         | 0         | 20    | 0     |
| Черноморец       | Итого            | Итого            | 33   | 0    | 5     | 1     | 7         | 0         | 45    | 1     |
| Жемчужина        | Высшая лига      | 1996             | 21   | 2    | 1     | 0     | —         | —         | 22    | 2     |
| Жемчужина        | Высшая лига      | 1997             | 15   | 3    | 0     | 0     | —         | —         | 15    | 3     |
| Жемчужина        | Итого            | Итого            | 36   | 5    | 1     | 0     | 0         | 0         | 37    | 5     |
| Зенит            | Высший дивизион  | 1997             | 18   | 5    | 1     | 0     | —         | —         | 19    | 5     |
| Зенит            | Высший дивизион  | 1998             | 25   | 4    | 1     | 1     | —         | —         | 26    | 5     |
| Зенит            | Высший дивизион  | 1999             | 29   | 3    | 4     | 0     | 1         | 0         | 34    | 3     |
| Зенит            | Высший дивизион  | 2000             | 15   | 2    | 0     | 0     | 6         | 1         | 21    | 3     |
| Зенит            | Высший дивизион  | 2001             | 28   | 6    | 2     | 0     | —         | —         | 30    | 6     |
| Сатурн REN-TV    | Премьер-лига     | 2002             | 25   | 2    | 3     | 0     | —         | —         | 28    | 2     |
| Сатурн REN-TV    | Премьер-лига     | 2003             | 21   | 2    | 4     | 0     | —         | —         | 25    | 2     |
| Сатурн REN-TV    | Итого            | Итого            | 46   | 4    | 7     | 0     | 0         | 0         | 53    | 4     |
| Зенит            | Премьер-лига     | 2004             | 27   | 2    | 1     | 0     | 8         | 2         | 36    | 4     |
| Зенит            | Премьер-лига     | 2005             | 28   | 0    | 6     | 1     | 8         | 1         | 42    | 2     |
| Зенит            | Премьер-лига     | 2006             | 14   | 1    | 6     | 0     | 4         | 0         | 24    | 1     |
| Зенит            | Премьер-лига     | 2007             | 11   | 0    | 5     | 1     | 1         | 0         | 17    | 1     |
| Зенит            | Премьер-лига     | 2008             | 0    | 0    | 1     | 0     | 3         | 0         | 4     | 0     |
| Зенит            | Итого            | Итого            | 195  | 23   | 27    | 3     | 31        | 4         | 253   | 30    |
| Всего за карьеру | Всего за карьеру | Всего за карьеру | 344  | 34   | 44    | 4     | 38        | 4         | 426   | 42    |

## Матчи за сборные России и Украины
| Матчи и голы Горшкова за сборную России | Матчи и голы Горшкова за сборную России | Матчи и голы Горшкова за сборную России | Матчи и голы Горшкова за сборную России | Матчи и голы Горшкова за сборную России | Матчи и голы Горшкова за сборную России | Матчи и голы Горшкова за сборную России |
| --------------------------------------- | --------------------------------------- | --------------------------------------- | --------------------------------------- | --------------------------------------- | --------------------------------------- | --------------------------------------- |
| №                                       | Дата                                    | Оппонент                                | Счёт                                    | Голы Горшкова                           | Соревнование                            |                                         |
| 1                                       | 27 мая 1998                             | Польша                                  | 1:3                                     | -                                       | Товарищеский матч                       |                                         |
| 2                                       | 30 мая 1998                             | Грузия                                  | 1:1                                     | -                                       | Товарищеский матч                       |                                         |

Итого: 2 матча / 0 голов; 0 побед, 1 ничья, 1 поражение.
| Матчи и голы Горшкова за сборную Украины | Матчи и голы Горшкова за сборную Украины | Матчи и голы Горшкова за сборную Украины | Матчи и голы Горшкова за сборную Украины | Матчи и голы Горшкова за сборную Украины | Матчи и голы Горшкова за сборную Украины | Матчи и голы Горшкова за сборную Украины |
| ---------------------------------------- | ---------------------------------------- | ---------------------------------------- | ---------------------------------------- | ---------------------------------------- | ---------------------------------------- | ---------------------------------------- |
| №                                        | Дата                                     | Оппонент                                 | Счёт                                     | Голы Горшкова                            | Соревнование                             |                                          |
| 1                                        | 29 марта 2003                            | Испания                                  | 2:2                                      | 1                                        | Отборочные матчи ЧЕ-2004                 |                                          |
| 2                                        | 7 июня 2003                              | Армения                                  | 4:3                                      | 1                                        | Отборочные матчи ЧЕ-2004                 |                                          |
| 3                                        | 6 сентября 2003                          | Северная Ирландия                        | 0:0                                      | -                                        | Отборочные матчи ЧЕ-2004                 |                                          |
| 4                                        | 10 сентября 2003                         | Испания                                  | 1:2                                      | -                                        | Отборочные матчи ЧЕ-2004                 |                                          |

Итого: 4 матча / 2 гола; 1 победа, 2 ничьих, 1 поражение.

## Личная жизнь
Женат, двое детей: сын Алексей (также футболист, выступал за ФК «Русь») и дочь Анастасия.

## Достижения

### В качестве игрока
Черноморец
- Серебряный призёр чемпионата Украины: 1994/95, 1995/96

Зенит
- Обладатель Кубка России: 1998/99
- Финалист Кубка Интертото: 2000
- Бронзовый призёр чемпионата России: 2001
- Чемпион России: 2007
- Обладатель Суперкубка России: 2008
- Обладатель Кубка УЕФА: 2007/08

### В качестве тренера
Нижний Новгород
- Бронзовый призёр Первенства ФНЛ: 2011/12

### Личные
- В списках 33 лучших футболистов чемпионата России (3): № 3 (1997, 1999, 2001)

## Статистика в качестве главного тренера
| Балтика         | Россия | 14 января 2011 | 1 февраля 2011   | 0   | 0  | 0  | 0  | —      |
| Нижний Новгород | Россия | 5 марта 2012   | 18 июня 2012     | 16  | 8  | 3  | 5  | 050,00 |
| Русь            | Россия | 20 июня 2012   | 22 октября 2012  | 17  | 1  | 4  | 12 | 005,88 |
| Сатурн          | Россия | 12 июня 2014   | 24 сентября 2014 | 13  | 4  | 4  | 5  | 030,77 |
| Зенит-2         | Россия | 27 июня 2018   | 5 сентября 2018  | 9   | 0  | 1  | 8  | 000,00 |
| Даугавпилс      | Латвия | 21 января 2020 | 30 ноября 2020   | 28  | 5  | 5  | 18 | 017,86 |
| Иртыш (Омск)    | Россия | 18 июня 2021   | 4 октября 2021   | 13  | 5  | 3  | 5  | 038,46 |
| Ядро            | Россия | 13 ноября 2021 | 30 ноября 2022   | 21  | 3  | 6  | 12 | 014,29 |
| Всего           | Всего  | Всего          | Всего            | 117 | 26 | 26 | 65 | 022,22 |